# Ewart Oakeshott
Ewart Oakeshott (25 maggio 1916 – 30 settembre 2002) è stato un illustratore e scrittore inglese.
Si è dedicato, a livello amatoriale,  di storia  delle armi e delle corazze medievali, con una produzione bibliografica che comprende moltissime pubblicazioni relative . Membro della Società degli Antiquari Londinesi (SAL), fu socio fondatore della Arms and Armour Society e del Oakeshott Institute. La sua opera di classificazione per tipologia delle spade medievali, la Oakeshott typology è a tutt'oggi uno dei testi di riferimento fondamentali per lo studio delle armi medievali.

## Lista delle opere
- The Archeology of Weapons: Arms and Armour from Prehistory to the Age of Chivalry, Boydell Press, 1960. ISBN 0-486-29288-6
- The Sword in the Age of Chivalry, Boydell Press, 1964. ISBN 0-85115-715-7
- Records of the Medieval Sword, Boydell Press, 1991. ISBN 0-85115-566-9
- European Weapons and Armour: From the Renaissance to the Industrial Revolution, Boydell Press, 2000. ISBN 0-85115-789-0
- Sword in Hand, Arms & Armor, Inc. 2000. ISBN 0-9714379-0-4
- A Knight and His Weapons, Dufour Editions 1964, 1997. ISBN 0-8023-1299-3
- A Knight and His Armor, Dufour Editions —, 1999. ISBN 0-8023-1329-9
- A Knight and His Horse, Dufour Editions 1962, 1995. ISBN 0-8023-1297-7
- A Knight in Battle, Dufour Editions —, 1998. ISBN 0-8023-1322-1
- A Knight and His Castle, Dufour Editions 1965, 1996. ISBN 0-8023-1294-2
- Swords of the Viking Age, Boydell Press 2002. ISBN 0-8023-1294-2
- The Sword in Anglo-Saxon England, Boydell & Brewer 1962. ISBN 0-85115-355-0